# Monte Sernio
Monte Sernio (furlansko Serenât oz. Crete di Seregnò) je 2.187 metrov visoka gora v italijanskem delu Karnijskih Alp. Nahaja se v njihovem osrednjem delu, v skupini Sernia in Crete Grauzarie (2.065 m), med dolinama reke Aupe na vzhodu in Incaroja na zahodu. Zaradi svoje lege; je najvišji v skupini; je z vrha Sernia lep razgled na vse glavne vrhove Karnijcev, prav tako na Zahodne Julijce z Montažem, kot tudi na bolj oddaljene vrhove Dolomitov in Visokih Tur.

## Dostopi
Do vznožja gore je speljanih več poti:
- od vzhoda iz doline Val Aupa, mimo koče Grauzaria, čez sedlo Foran da la Gjaline na sedlo Forca Nuviernulis (1.732 m),
- z juga iz Možaca mimo Mogesse, ob potoku Glagno, do sedla Forca Nuviernulis,
- od zahoda iz Lovee (občina Arta Terme), mimo koče Monte Sernio na sedlo Sella della Creta di Mezzodi,
- od severa iz Diorica (zaselek Diôr, občina Paularo), mimo planin Casera Vintules (1.194 m), Casera Tessèit (1.221 m) in Casera del Mestri (bivak, 1.510 m), na sedlo Sella della Creta di Mezzodi.

Ob severnem vznožju gore se nahaja tudi vezna pot med planino Mestri in sedlom Foran da la Gjaline.
- Vzpon s sedla Nuviernulis poteka po zahtevni nezavarovani poti čez sprva vzhodno skrotje, nakar se preko ozke škrbine prevali na jugovzhodno pobočje in preko predvrha, na katerem stoji križ in skrinjica z vpisno knjigo, doseže sam vrh; s sedla 1h 30'.

- Vzpod s sedla Sella della Creta di Mezzodi poteka po zelo zahtevni nezavarovani poti čez severozahodno ostenje gore; s sedla 1h.

Med drugo svetovno vojno se je v noči 21. avgusta 1944 med poskusom pošiljanja pomoči s padali lokalnim partizanskim enotam na območju gore zrušilo letalo Dakota III. s petimi člani posadke iz 267. eskadrilje britanskega RAF-a.